# Lance Goulbourne
Lance Avery Goulbourne (New York, 6 aprile 1989) è un ex cestista statunitense.